# Tinténiac

Tinténiac este o comună în departamentul Ille-et-Vilaine, Franța. În 1 ianuarie 2022 avea o populație de 3.877 de locuitori.